# Forêt de Villecartier
La forêt de Villecartier est une forêt domaniale située en Ille-et-Vilaine dans la commune de Bazouges-la-Pérouse. La forêt est constituée en grande partie de hêtres et de chênes. Elle compte 127 parcelles pour une surface totale de 978,56 ha. 

## Géographie

### Situation

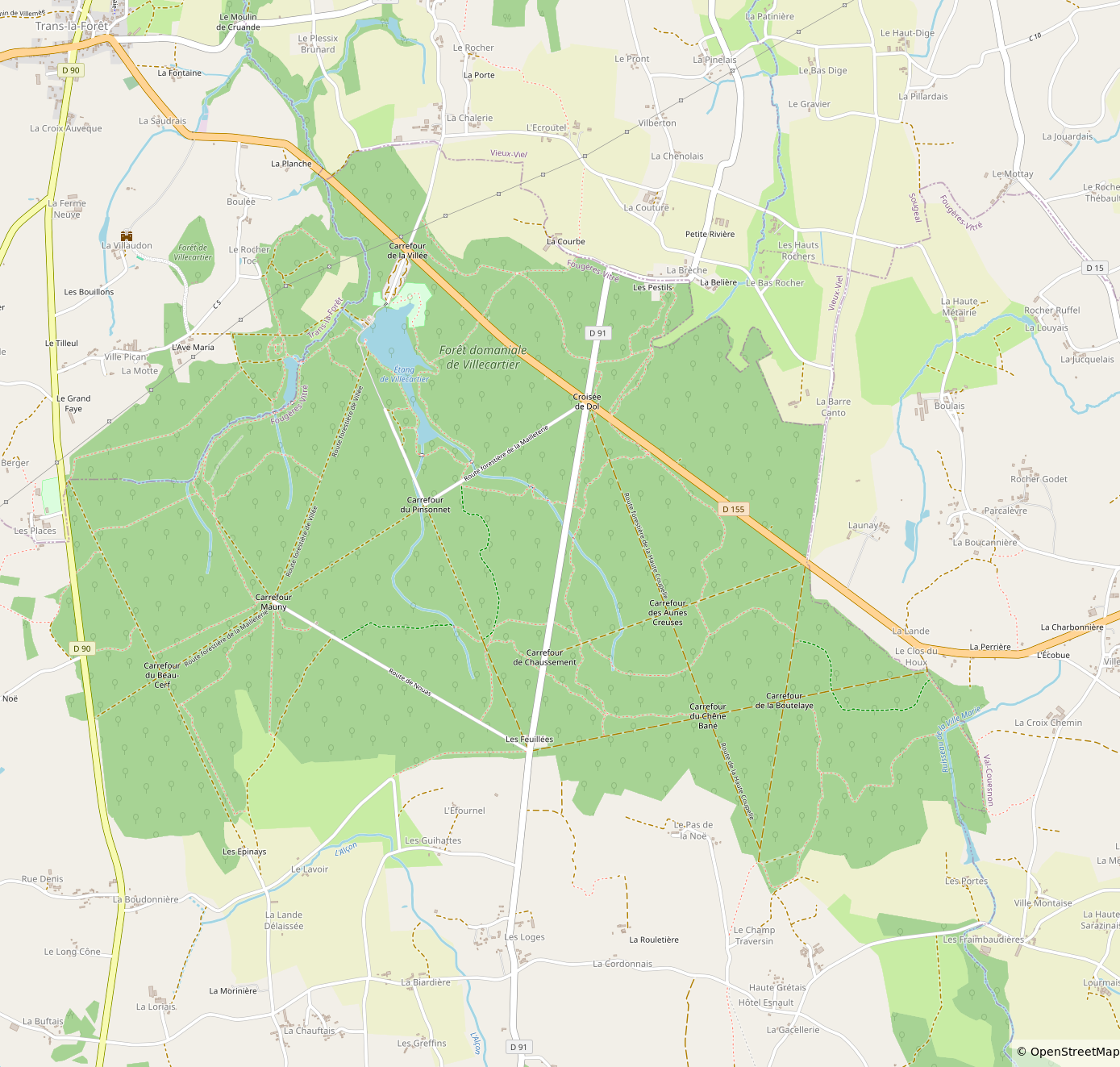
Carte de la forêt de Villecartier (Openstreetmap).

La forêt occupe la partie nord de la commune de Bazouges-la-Pérouse.

### Conditions naturelles
La forêt se trouve sur un plateau d'une altitude allant de 112 mètres à 80 mètres environ, les pentes modérées convergeant vers l'étang de Villecartier. Elle repose sur des granits, des gneiss et des micaschistes recouverts d'épaisses couches d'argile blanche fortement mélangée de sable et sillonnée de quelques filons de quartz. Le hêtre, le plus souvent en futaie, est l'essence dominante, forment environ 70 % du peuplement, le reste étant constitué de chênes, de bois blancs et de pins.

## Histoire
Villecartier est un domaine qui fut défriché à l'époque franque (Cartier est un nom d'homme qui rappelle l'ancien possesseur du domaine). On a retrouvé, non loin de la "Fontaine au seigneur" des vestiges de constructions datant du Haut Moyen-Âge qui sont vraisemblablement des restes de la demeure des anciens exploitants, ainsi que des restes de talus.
Depuis la conquête de la région par Nominoë au IXe siècle, la région est restée sous la suzeraineté des rois, puis ducs, bretons. En 1428 Jean V de Bretagne incorporé la forêt à son domaine privé,y faisant construire un pavillon de chasse près de l'étang et une chapelle dédiée à saint Nicolas, pour pouvoir y suivre la messe quand il y donnait des chasses à courre. Après l'union de la Bretagne et de la France, les rois de France se désintéressèrent des bâtiments qui tombèrent en ruine.
Des droits d'usage existaient : en 1162 l'abbaye de Rillé y affirma un droit de passage et de pacage de ses porcs ; à la fin du XVe siècle le seigneur de la Ballue, Georges Chesnel, fit un procès contre le chancelier de Rennes pour faire reconnaître ses droits de passage et d'usage ; les seigneurs de Tréet (en Vieux-Viel) disposaient aussi de droits d'usage, de même que les indigents.
La forêt de Villecartier est une ancienne forêt royale. Autrefois dans la forêt habitaient plusieurs sortes d'artisans : des charbonniers, des sabotiers, des fagotiers, ainsi que des scieurs.

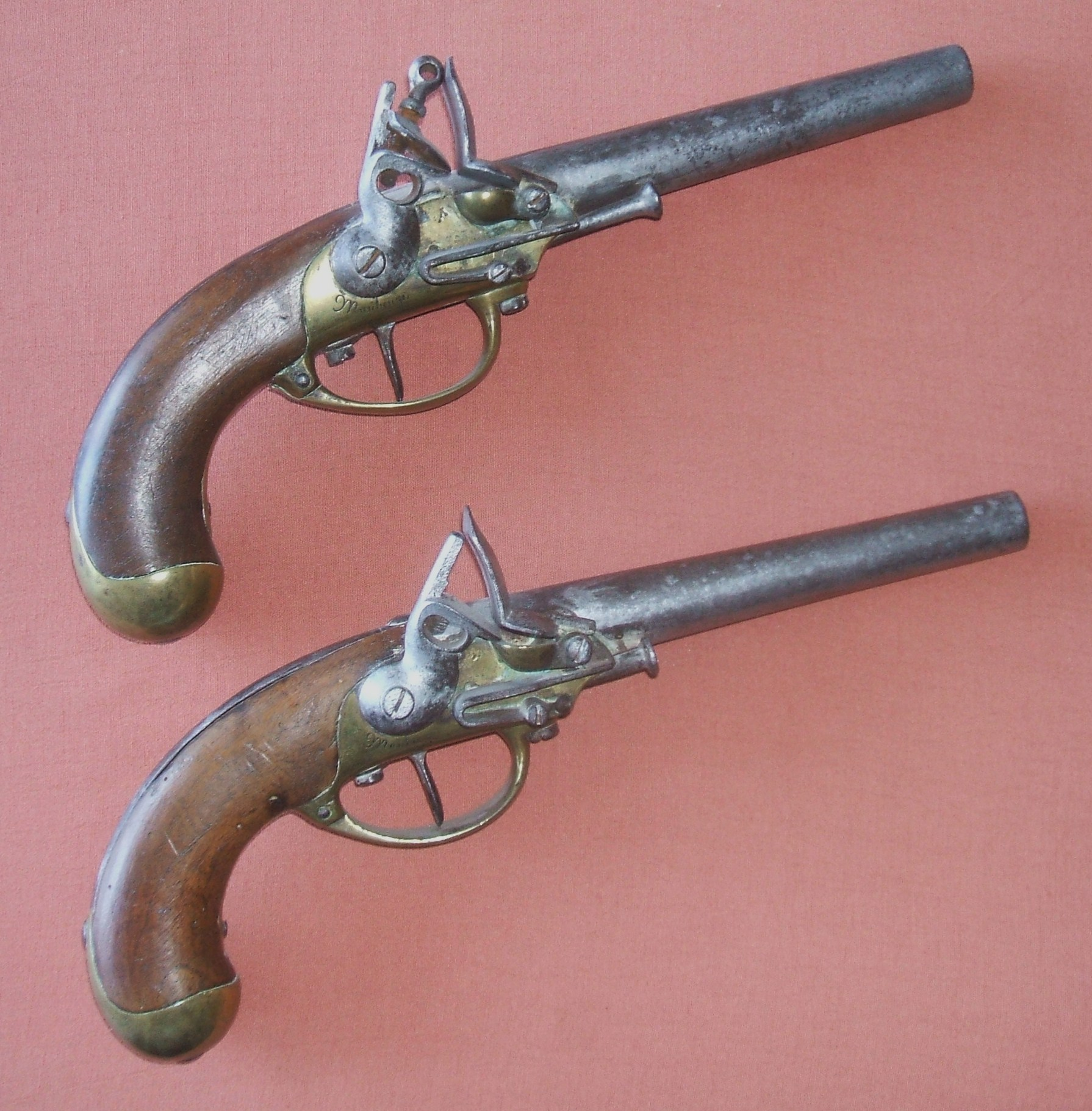
Pistolet d'arçon à silex et à canon rond, garniture en laiton, manufacture d'armes de Maubeuge. Ces pistolets ont été la possession du commis-voyageur Alexandre Desmonts (1824-1871), époux de la bazougeaise Alexandrine Ory (1821-1897). Ils lui servaient pour passer la forêt voisine de Villecartier dont il appréhendait les loups et les brigands.
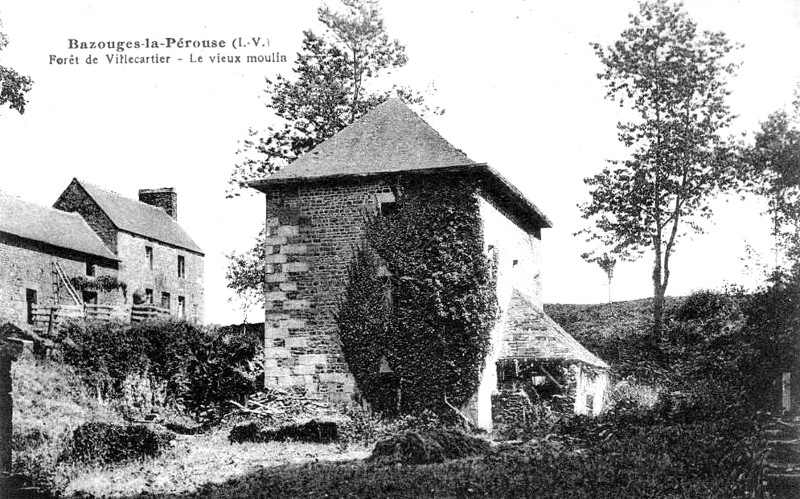
Forêt de Villecartier : le Vieux Moulin vers 1925 (carte postale).

## Loisirs
La forêt de Villecartier dispose d'une base de loisirs Récrénature. Plusieurs activités sont proposées aussi bien aux enfants qu'aux adultes: le Parc des Grands Chênes (accrobranche), le Port Miniature (balade sur l'étang en bateau électrique), des sentiers de randonnée, des aires de jeux pour enfants, une aire de pique-nique, une halle couverte, etc. En été, des balades nature sont proposées.

## Sites remarquables

### La loge des sabotiers

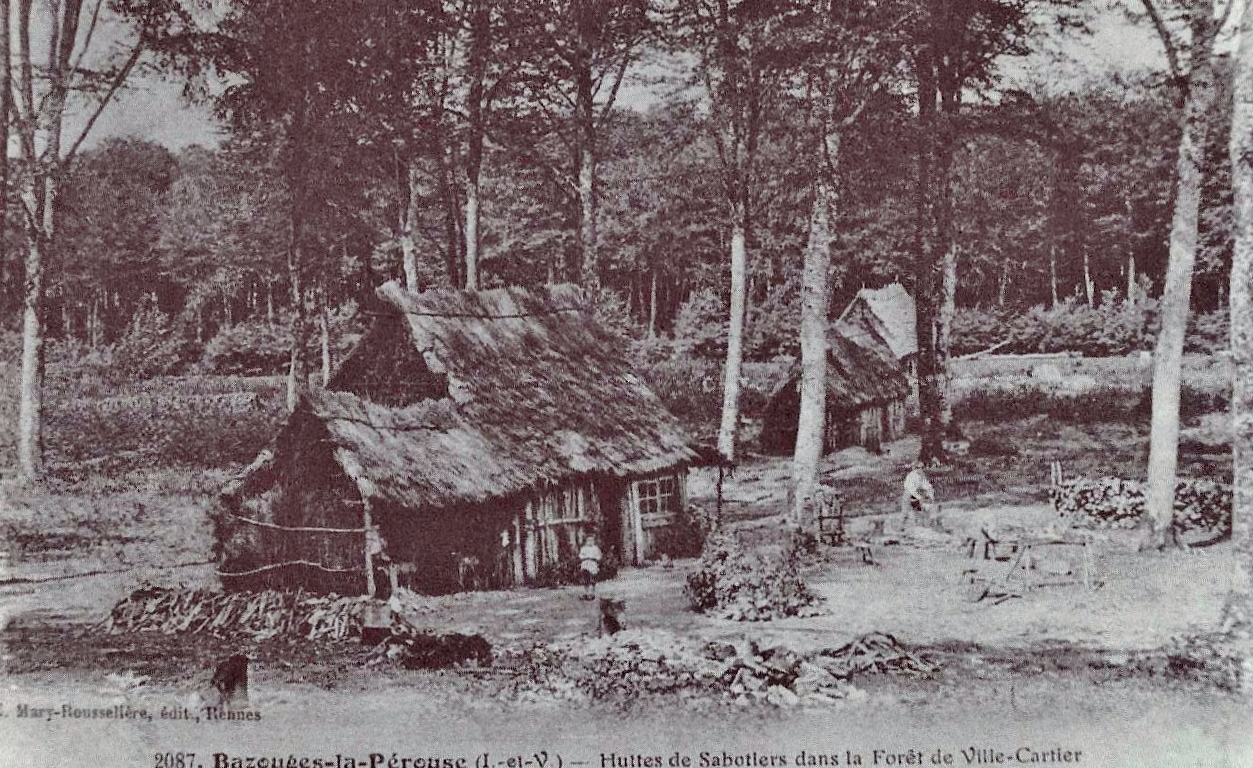
Loge de sabotiers en forêt de Villecartier vers 1900

Cette hutte de bois est une reconstitution de l’habitat traditionnel des ouvriers sabotiers qui ont vécu et travaillé en forêt de Villecartier. Cette population, de 400 habitants lors du recensement de 1840, a occupé une place importante dans l’histoire de Bazouges-la-Pérouse. 
Le sabotier s’installait avec sa famille sur une coupe de bois et l’exploitait jusqu’à épuisement (18 mois à 2 ans). La loge était ensuite démontée et reconstruite sur une nouvelle coupe. Cette opération, qui prenait environ huit jours, était réalisée par un bûcheron.

### L'auge des sabotiers

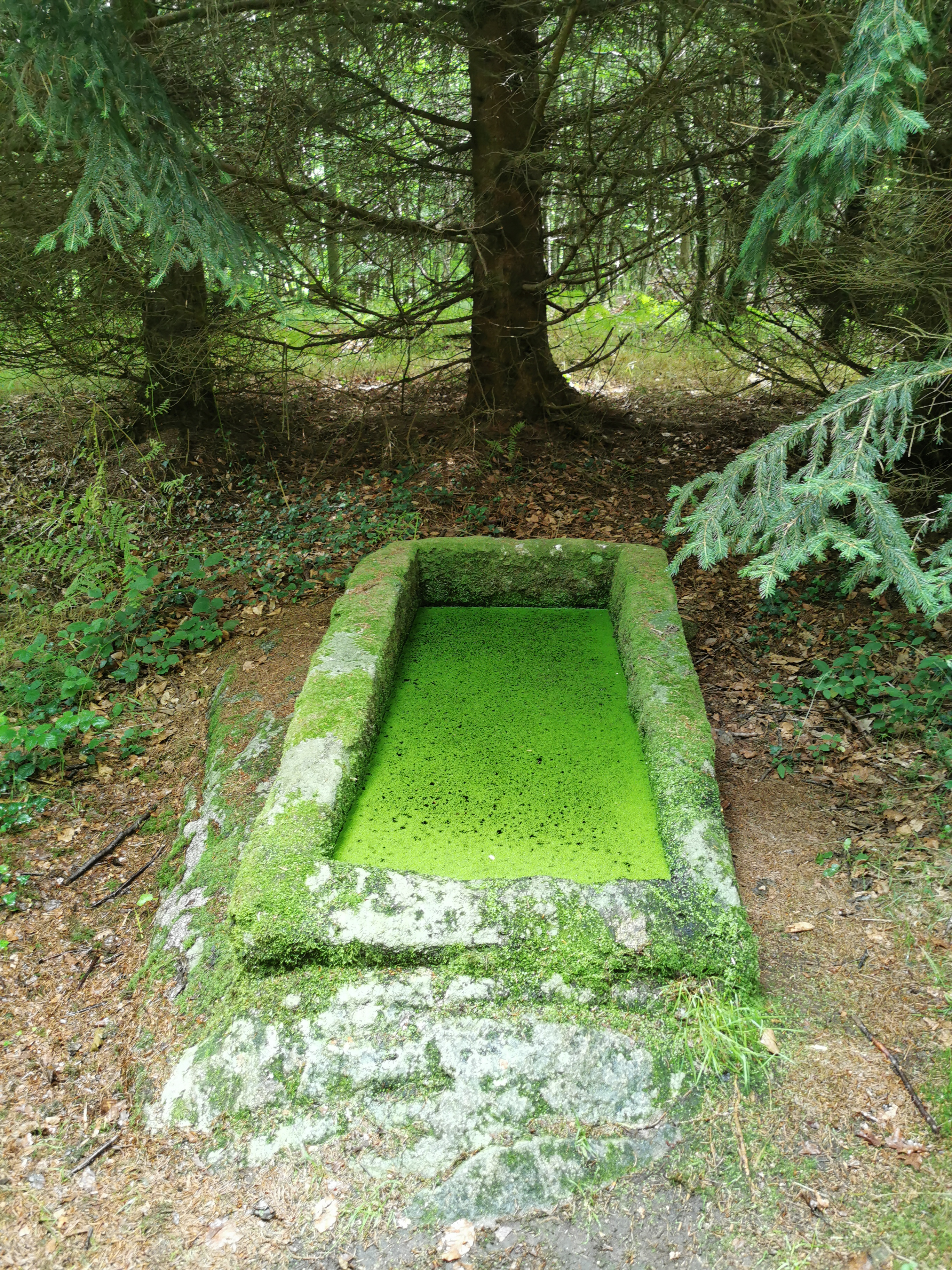
L'auge des sabotiers, en granit, taillée dans la masse.

Cette auge de bonnes dimensions et taillée dans la masse par les sabotiers nous rappelle que jusqu’au siècle dernier la forêt de Villecartier était peuplée de sabotiers. Elle servait à tremper des outils et aussi à abreuver les animaux domestiques.

### Borne milliaire
Plusieurs voies romaines sillonnaient la région. Les bornes milliaires étaient placées au bord des voies tous les mille pas et guidaient les voyageurs. Une de ces bornes, d’un mètre cinquante de haut environ, se dresse en forêt de Villecartier, au centre d’un carrefour en étoile où convergent sept anciens chemins. L’un d’entre eux, appelé le Chemin montois était emprunté par les pèlerins du Moyen âge qui se rendaient au Mont-Saint-Michel.

### La croix de Montaugé
Cette croix de granit de 1625 de style simple et très élancée de 6 m de haut est composée d’un fût octogonal et d’un soubassement gravé : « Croix érigée par la famille Le Gallais et relevée au siècle dernier ». Elle est dédiée à la mémoire de l’écuyer Estienne Le Gallay, sieur de Challonge, lieutenant des Eaux et Forêts, tué en ce lieu par deux charbonniers. Cette croix est l’une des 130 croix présentes dans la commune.

### L'oratoire de Saint-Mathurin
Les ducs de Bretagne, propriétaires de la forêt, édifièrent à cet endroit un pavillon de chasse et la chapelle Saint-Nicolas, afin d’y faire leurs dévotions pendant les périodes de chasse à courre. Aujourd’hui, cette chapelle n’existe plus.Avec ses ruines a été édifié en 1692, l’oratoire que l’on peut toujours admirer dans le nord de la forêt.
Il abrite la statue en bois de Saint-Mathurin. Une superstition était attachée à cette statue. Les filles à marier venaient planter une épingle dans les pieds du Saint pour le supplier de leur trouver un mari. Si après avoir accompli le rituel, elles entendaient la fauvette au-dessus de la fontaine, alors leur prière était exaucée dans l’année. En période de sécheresse, on venait également voir le saint pour qu’il fasse tomber la pluie. L’original de la statue ayant été volée, des artistes locaux sculptèrent au XXe siècle, d’après des photographies anciennes, l’actuelle statue.

### La colonne des chouans
En forêt, cette colonne édifiée en 1826 par Auguste-Joseph Baude de la Vieuville, son frère aîné qui parvient à retrouver sa tombe, rappelle qu’en ces lieux, Henri Baude de La Vieuville, officier chouan, fut fusillé le lundi de Pâques 1796. Le même jour, le vicomte Bernardin de Sérent tombait lui aussi, au village des Loges, sous les coups des républicains.

### La croix Sainte-Anne
Jean Lelièvre, Prieur de Bazouges édifia à cet emplacement une chapelle en 1662. Elle fut abattue par ordre de la Maîtrise des Eaux et Forêts en 1665. Elle fut remplacée par cette croix érigée en 1869 rappelant le souvenir de Sainte Anne qui se manifesta en ce lieu par plusieurs miracles.

## Arbres remarquables

### Chêne des Pétils
Chêne rouvre remarquable, âgé de 250 ans, d’une circonférence de 4,75 m, mesurant 25 mètres de haut.

### Hêtre royal

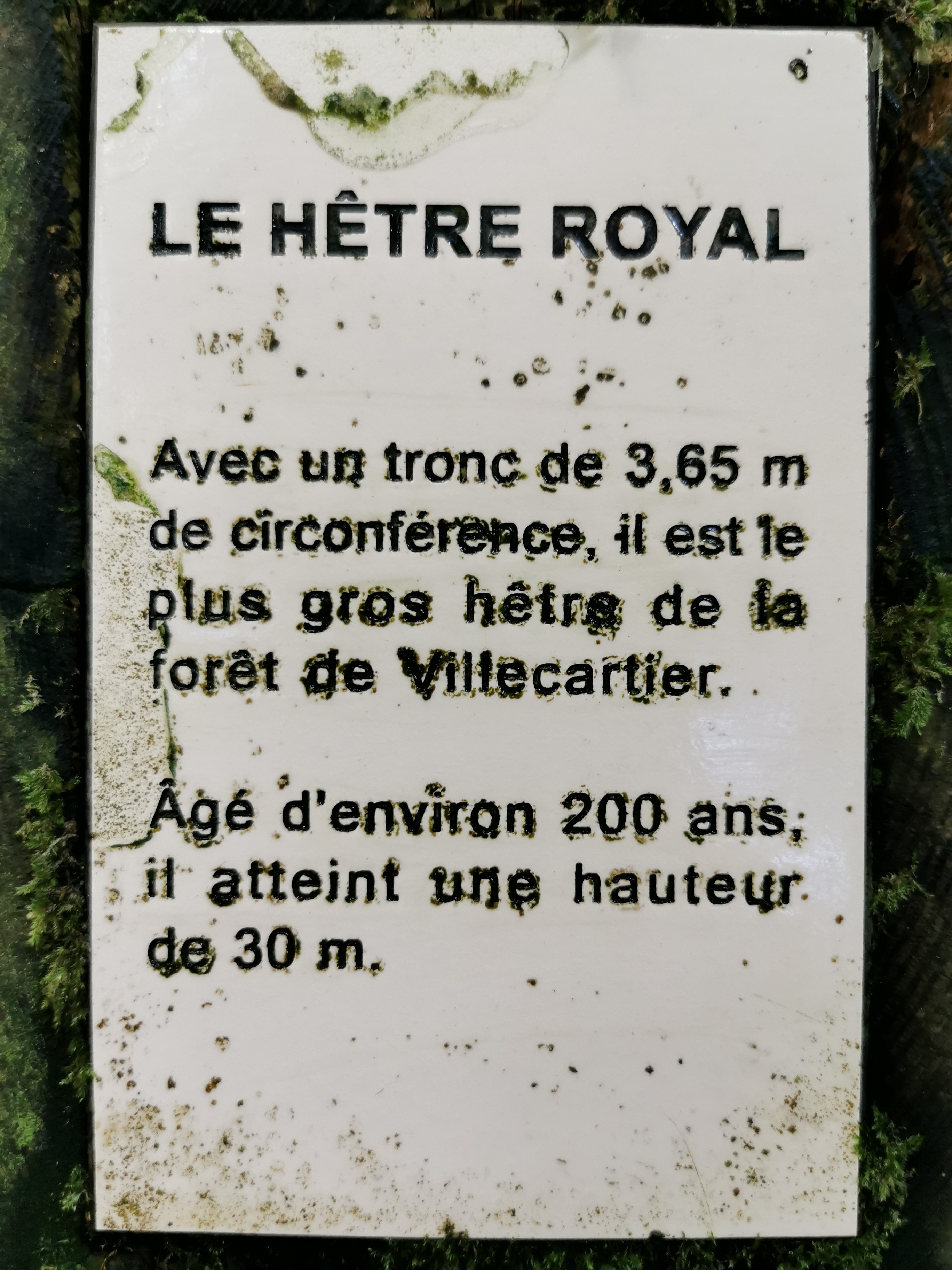
Panneau descriptif - Hêtre royal - Forêt de Ville-cartier (juillet 2021)

Hêtre remarquable, le hêtre royal a un tronc de 3,65 m de circonférence de 30 mètres de haut, et est âgé d'environ 200 ans.

### Fayard de la Mothe-Bertier
C'est aussi un hêtre remarquable de 40 mètres de haut d'un âge estimé à 150 ans.